# Banzai (lato arancio)
Banzai (lato arancio) è il terzo album in studio del cantautore e rapper italiano Frah Quintale, pubblicato il 4 giugno 2021 dalla Undamento.

## Tracce
Testi di Francesco Servidei, eccetto dove indicato, musiche di Stefano Ceri.
1. Le sigarette – 3:16
2. Sì può darsi – 3:06
3. Giorni da solo – 3:09
4. Cardio – 3:37
5. La notte mi chiama – 3:09
6. Scheletri – 3:54
7. Chicchi di riso (feat. Franco126) – 3:34
8. Pianeta 6 – 3:27
9. Sempre bene – 3:35
10. Se avessi saputo – 3:53

## Classifiche

### Album
| Classifica (2021) | Posizione massima |
| ----------------- | ----------------- |
| Italia            | 12                |

### Vinili
| Classifica (2021) | Posizione massima |
| ----------------- | ----------------- |
| Italia            | 1                 |